# Бруццано-Дзеффирио
Бруцца́но-Дзеффи́рио (итал. Bruzzano Zeffirio) — коммуна в Италии, расположена в области Калабрия, подчиняется административному центру метропольный город Реджо-ди-Калабрия.
Население коммуны, на 01.01.2024 года, составляет 1013 человек, плотность населения — 49,10 чел./км². Занимает площадь 20 км². 
Почтовый индекс — 89030. Телефонный код — 0964.
Покровительницей коммуны почитается Пресвятая Богородица, празднование в первое воскресение сентября.